# Francisco León de la Barra
Francisco León de la Barra y Quijano (Querétaro, 16 de junio de 1863-Biarritz, Francia, 23 de septiembre de 1939) fue un político, abogado y diplomático mexicano. Fue presidente de México del 25 de mayo al 6 de noviembre de 1911 con carácter de interino, tras la renuncia de Porfirio Díaz. Su gobierno marcó el fin del Porfiriato.

## Biografía

### Primeros años
Hijo de Bernabé Antonio León de la Barra Demaría (nacido en Argentina) y María Luisa Quijano Pérez-Palacios (queretana). Obtuvo la licenciatura en Derecho en la Escuela Nacional de Jurisprudencia de la Universidad Nacional de México. 

### Trayectoria política
Fue diputado federal al Congreso de la Unión en 1891. Fue abogado consultor en el Ministerio de Relaciones Exteriores. En 1896 entró en el cuerpo diplomático, sirviendo como  embajador en Brasil, Argentina, Uruguay, Paraguay; así como en Bélgica y Holanda (1905), delegado al Segundo Congreso Iberoamericano (1901-1902), representante de México en la Conferencia de la Paz en La Haya de 1907, y embajador de México en Estados Unidos (1909). 
Durante este tiempo, se ganó una reputación como una autoridad en Derecho Internacional. Del 25 de marzo hasta el 25 de mayo de 1911 ocupó el cargo de secretario de Relaciones Exteriores, por lo cual, cuando Porfirio Díaz renunció a la presidencia y Ramón Corral a la vicepresidencia en virtud de los Tratados de Ciudad Juárez.

## Presidencia interina
Su breve gobierno ha sido descrito como un porfiriato sin Porfirio. Fue conocido como el presidente blanco debido a que era, según el historiador Alejandro Rosas: el prototipo de la decencia: hombre de educación refinada, reflexivo, elevado por la lectura y los viajes, amante de las buenas costumbres, con alcurnia en sus apellidos, perteneciente a las clases acomodadas de la capital y miembro de la comunidad católica.
El 6 de noviembre de 1911, Francisco I. Madero se inició como presidente, y Francisco León de la Barra le cedió el puesto. Tras finalizar su periodo emigró brevemente a Italia regresando en 1912; en esta época participó en la creación de la Escuela Libre de Derecho.

## Pospresidencia
Tras ser presidente interino entre mayo y noviembre de 1911, intentó sin éxito ocupar la vicepresidencia de la República mediante las elecciones extraordinarias; sin embargo, fue derrotado por José María Pino Suárez. En 1913, al asesinato de Madero, fue gobernador del Estado de México y senador de la República. Durante la presidencia de Victoriano Huerta fue nuevamente ministro de Relaciones Exteriores del 21 de febrero hasta el 6 de julio de 1913, esto sin abandonar la gubernatura. Posteriormente fue designado ministro de México en Francia, donde fijó su residencia, para nunca regresar al país.
Fue presidente del Tribunal Permanente de Arbitraje, localizado en La Haya y participó en varios cargos y comisiones internacionales después de la Primera Guerra Mundial como el de presidente de los Tribunales Mixtos de Arbitraje, creados por los Tratados de Versalles y presidente del Tribunal Arbitral Anglo-Franco-Búlgaro.
Se casó con María Elena Borneque en 1895, y cuando ella murió, contrajo nupcias con su hermana Refugio Borneque en 1911. Murió el 23 de septiembre de 1939, en Biarritz, Francia, donde fue sepultado.